# Kotipa
Kotipa est une commune rurale de Madagascar, située dans le district d'Ivohibe, dans la partie nord-est de la région Ihorombe.